# Потік брехні
Потік брехні (англ. Firehose of falsehood) – різновид пропаганди при якій повторно та безперервно поширюється велика кількість повідомлень на певну тематику кількома каналами (наприклад, новинними або через соціальні мережі) без урахування правди та послідовності стверджень. З 2014 року, коли цей метод був успішно застосований Росією під час анексії Криму, його також почали використовувати уряди та політичні сили інших країн світу.

## Назва
Термін «firehose of falsehood» (дослівно укр. пожежний шланг брехні або пожежний шланг з потоками брехні; укр. потік брехні) або скорочено «firehosing» був уперше використаний 2016 року дослідниками Крістофером Полом (англ. Christopher Paul) та Міріам Метьюз (англ. Miriam Matthews) з аналітичного центру «RAND» для опису методу пропаганди, яку на їхню точку зору влада Росії використовує для усунення інакомислення та контролю над політичним ландшафтом. Відтоді цю назву застосовували також описуючи поведінку певних лідерів у Сполучених Штатах Америки, Бразилії та Філіппін.

## Ознаки
Метод є подібним до радянської пропаганди часів Холодної війни, однак з більшим наголосом саме на заплутуванні та перевантаженні свідомості людей – щоб ті діяли та поширювали інформацію в інтересах пропагандистів не усвідомлюючи цього.
Замовники «потоку брехні» користуються перевагами новітніх технологій та доступністю різноманітних засобів масової інформації для досягнення бажаного ефекту, чого не можливо було досягти повною мірою у часи Холодної війни. Інформація може поширюватися через різноманітні ресурси ЗМІ, зокрема через телевізійні новинні канали, інтернет-видання, соціальні медіа тощо.
Головними двома ознаками методу є великий плин даних з чималої кількості каналів інформації та «безсоромний» підхід до поширення брехні й суперечливих повідомлень. Сучасна російська пропаганда вирізняється також повторюваністю, безперервністю, високою швидкістю та відсутністю послідовності стверджень.
Великий потік повідомлень та використання різноманітних джерел інформації є досить дієвим, оскільки люди частіше вірять історіям, що були розповсюджені кількома ресурсами. Окрім впізнаваного російського джерела новин «RT», Росія, до прикладу, поширює пропаганду, використовуючи десятки проксі-вебсайтів, чий зв’язок із RT «замаскований або менш однозначний», таким чином утворюючи мережу підконтрольних ЗМІ. Люди також частіше вірять в певну історію, якщо вважають, що багато інших також вірять у неї, особливо якщо ці інші належать до групи, з якою вони себе ототожнюють. Таким чином, армія тролів може впливати на думку людини, створюючи помилкове враження, що більшість однодумців цієї людини підтримує певну ідею.
За даними RAND Corporation, використовуючи «потік брехні», російському урядові вдалося досягти певного успіху в тому, щоб змусити людей повірити в неправдиву інформацію, поширювати її та не вірити правдивим повідомленням. Успіх цього підходу заперечує загальноприйняту думку про те, що спілкування є переконливішим, коли воно є правдивим, вірогідним і не суперечливим.
І хоча такий метод користується переважно перевагами сучасних технологій, на думку літературознавиці Мітіко Какутані, згадки подібного способу прослідковують й раніше, зокрема про використання подібного методу свідчив російський революціонер Володимир Ленін. Одного разу Ленін пояснив, що його палкі висловлювання «націлені не на переконанні своїх опонентів, а на ослабленні їхніх позицій, не на виправленні помилки опонента, а на його повному знищенні». У своїй біографії Леніна історик Віктор Себестьєн (англ. Victor Sebestyen) описав його як «хрещеного батька» політики післяправди.

## Кампанії
За даними The Washington Post, Какутані та інших джерел, Росія продовжувала використовувати цей пропагандистський метод у своїх відносинах з Україною, Сирією, проти союзників НАТО, як частину свого втручання у вибори США 2016 року та втручання у вибори інших країн світу. У листопаді 2017 року російські державні ЗМІ опублікували ряд матеріалів в яких стверджувалося, що сили коаліції навмисно дозволяли бійцям Ісламської держави втекти з Абу-Кемалю, Сирія; сюжети показували як доказ так званий «супутниковий знімок», який пізніше виявився знімком з відеоігри. 2019 року, за словами наукового письменника Вільяма Брода (англ. William Broad) з Нью-Йорк таймс, Росія розпочала нову кампанію «потоку брехні», щоб переконати американців, що телефони з 5G становлять загрозу для здоров'я, попри те, що Володимир Путін наказав запустити мережі 5G в Росії також.
За словами автора та колишнього офіцера військової розвідки Джона Лофтуса (англ. John Loftus), Іран використовував подібні методи для розпалювання ненависті до Саудівської Аравії, США та Ізраїлю. Він стверджує, що деякі підроблені новини, приписані Росії, насправді були розміщені в західній пресі Іраном.
Під час президентських перегонів в Індонезії 2019 року чиновник Джоко Відодо звинуватив передвиборчу команду Прабово Субіанто у розповсюдженні ненависної пропаганди з допомогою іноземних радників, посилаючися на «російську пропаганду» та метод «потоку брехні».
За словами редакторки журналу Mother Jones Моніки Баверлейн (англ. Monika Bauerlein), американські політики все частіше використовують такий метод проти преси. Вона також застерігає читачів очікувати збільшення використання декількох пов'язаних з «потоком брехні» тактик, а саме: погроза судовим позовом, заперечення «фейкових новин» та атак ad hominem (перехід на особисте). Deepfake-відео також представляють серйозну загрозу, на думку бельгійського журналіста Тома Ван де Веґе (нід. Tom Van de Weghe), який попереджає, що «ми бачили лише початок фейкових новин».
Також метод «потік брехні» успішно застосовується антивакцинаторськими групами для поширення теорій про передбачувані небезпеки вакцинації, попри те, що такі домисли були перевірені та спростовані.

## Протидія
Традиційні зусилля з контрпропаганди неефективні проти такого методу. Для протидії дослідники з RAND пропонують:
- повторювати контрінформацію;
- надавати альтернативну історію події для заповнення прогалин, що виникають під час усунення неправдивих «фактів»;
- застерігати людей від пропаганди, висвітлюючи шляхи, якими пропагандисти маніпулюють громадською думкою;
- протидіяти наслідкам пропаганди, а не її суті; наприклад, для протидії пропаганді, яка підриває підтримку певної справи, варто працювати над посиленням підтримки цієї певної справи, а не спростовувати пропаганду напряму;
- усувати потік, залучивши допомогу постачальників Інтернет-послуг та сервісів соціальних медіа, водночас вести електронну війну та проводити спецоперації в кіберпросторі.[1]

Дослідники з Німецького фонду Маршалла також радять бути обачними, щоб ненароком не повторити чи не підсилити оригінальне неправдиве твердження; повторення неправдивої історії, навіть щоб її спростувати, може збільшити ймовірність людей повірити в неї. Експерт з питань безпеки Брюс Шнаєр рекомендує навчати цифровій грамотності як частині ланцюга ураження в інформаційних операціях (англ. information operations kill chain).
Інший спосіб боротьби з дезінформацією – швидко реагувати на розвиток подій та першим розповідати історію. Приклад цього стався в лютому 2018 року, коли сирійські прорежимні сили розпочали обстріли Сирійських демократичних сил поблизу Хашама, на що ті були вимушені відповісти обстрілами у межах самозахисту. CJTF-OIR одразу ж опублікувала випуск новин під назвою «Неспровокований напад сирійських прорежимних сил вимусив завдати оборонних ударів коаліції». У відповідь на цю новину репортери з усього світу завалили CJTF-OIR запитами, таким чином, дозволивши їм встановити факти до того, як російські новини зможуть «викрутити» історію для власних цілей.
У «Як ми перемагаємо у змаганні за вплив» (2019) військові стратеги Вілсон К. Блайт і Люк Т. Калхун наголошують на важливості послідовних повідомлень. Вони порівнюють інформаційні операції з іншими видами зброї, що використовуються військовими для націлювання на ворога та досягненні бажаного результату: «Інформаційне середовище є невіддільною частиною сьогоднішніх протистоянь».